# Киунга
Киунга (англ. Kiunga) — город на западе Папуа — Новой Гвинеи, в Западной провинции страны.

## География
Город расположен на берегу реки Флай, выше места впадения в неё реки Ок-Теди, недалеко от границы с Индонезией, на высоте 14 м над уровнем моря.

## Население
По данным на 2013 год численность населения города составляла 18 747 человек.
Динамика численности населения города по годам:
| 1980  | 1990  | 2000  | 2013   |
| ----- | ----- | ----- | ------ |
| 1 400 | 4 000 | 8 265 | 18 747 |

## Транспорт
Соединён автомобильной дорогой с городом Табубил. Имеется аэропорт, принимающий регулярные рейсы из столицы страны, города Порт-Морсби. До этого города вверх по реке Флай поднимаются суда. Расстояние до моря около 800 км.